# Ⰷ
Cette page contient des caractères spéciaux ou non latins. S’ils s’affichent mal (▯, ?, etc.), consultez la page d’aide Unicode.
Dzelo (Зело en cyrillique ; capitale Ⰷ, minuscule ⰷ) est la 8e lettre de l'alphabet glagolitique.

## Linguistique
La lettre sert à noter le phonème consonne affriquée alvéolaire voisée /d͡z/.

## Historique
L'origine de la lettre n'est pas connue.

## Représentation informatique
- Unicode :
  - Capitale Ⰷ : U+2C07
  - Minuscule ⰷ : U+2C37